# 魏恩地区沃尔克斯多夫
魏恩地区沃尔克斯多夫是奥地利下奥地利州米斯特尔巴赫县的一个市镇。总面积44.37平方公里，总人口6473人，人口密度145.9人/平方公里（2005年）。